# Skłymenci
Skłymenci (ukr. Склименці) – wieś na Ukrainie, w obwodzie czerkaskim, w rejonie zwinogródzkim, w hromadzie Stebliw. W 2001 liczyła 223 mieszkańców, wśród których 219 wskazało jako ojczysty język ukraiński, a 4 rosyjski.